# Julius von Schleinitz
Julius Karl Leopold Freiherr von Schleinitz (* 22. Juli 1806 in Blankenburg (Harz), Herzogtum Braunschweig-Lüneburg; † 24. Dezember 1865 in Trier) war ein deutscher Verwaltungsjurist, preußischer Beamter und Politiker.

## Leben
Er entstammte einem alten meißnischen Adelsgeschlecht, das bereits im 16. Jahrhundert in den Reichsfreiherrnstand erhoben wurde, und war der zweite Sohn des Blankenburger Regierungspräsidenten und späteren herzoglich braunschweigischen Ministers Karl Ferdinand Freiherr von Schleinitz (1756–1837) und dessen Ehefrau Barbara Freifrau von Schleinitz geb. von Hochstetter (1768–1819). Er war ein Bruder des herzoglich braunschweigischen Staatsministers Wilhelm von Schleinitz (1794–1856) und des preußischen Staatsministers Alexander von Schleinitz (1807–1885).
Schleinitz studierte Rechtswissenschaften und trat 1828 als Auskulator beim Stadtgericht Berlin in den preußischen Justizdienst ein. Es folgte der übliche Vorbereitungsdienst, ehe er 1833 Assessor am Kammergericht Berlin wurde. Im Jahr 1835 trat Schleinitz in den Verwaltungsdienst über.
Im Jahr 1839 wurde Schleinitz Regierungsrat in Marienwerder und 1841 Justitiar der Bezirksregierung Merseburg. Im Jahr 1844 wechselte er ins Innenministerium und wurde 1846 zum Geheimen Regierungsrat ernannt. Zu Beginn der Märzrevolution von 1848 war er aktiv daran beteiligt, Prinz Wilhelm die Flucht ins Ausland zu ermöglichen.
Im Jahr 1850 wurde er zum Regierungspräsidenten für den Regierungsbezirk Bromberg und 1864 für den Regierungsbezirk Trier ernannt.
Außerdem gehörte Schleinitz im Jahr 1848 der preußischen Nationalversammlung an. Zwischen 1849 und 1851 war er Mitglied der ersten Kammer des preußischen Landtags und von 1856 bis 1862 des preußischen Abgeordnetenhauses.

## Familie
Schleinitz heiratete am 17. April 1838 in Braunschweig Jenny Freiin von Schwedthoff (* 25. Mai 1802 in Braunschweig; † 10. März 1888), eine Adoptivtochter des preußischen Generals der Infanterie Otto August Rühle von Lilienstern. Das Paar hatte mehrere Kinder, darunter:
- Otto Julius Wilhelm von Schleinitz (* 26. April 1839; † 1916), Kunsthistoriker, ⚭ 1872 Klara Loth verwitwete Fischer (* 9. November 1834)
- Alexandra von Schleinitz (* 5. September 1842; † 14. Februar 1901), Schriftstellerin[4][5]
- Adele (* 21. Januar 1845)